# Ormtjärnen (Ramsbergs socken, Västmanland)
Ormtjärnen är en sjö i Lindesbergs kommun i Västmanland och ingår i Norrströms huvudavrinningsområde.